# Telopea aspera
Telopea aspera är en tvåhjärtbladig växtart som beskrevs av M.D. Crisp & P.H. Weston. Telopea aspera ingår i släktet Telopea och familjen Proteaceae. Inga underarter finns listade i Catalogue of Life.